# Lễ hội Copernicus
Lễ hội Copernicus là một sự kiện thường niên được tổ chức vào tháng 5 hàng năm bởi Trung tâm Copernicus, Quỹ Tygodnik Powszechny và Đại học Jagiellonia. Lễ hội bao gồm các bài diễn thuyết, các phiên thảo luận, hội thảo, trình chiếu phim và triển lãm với các chủ đề liên quan đến khoa học thần kinh, sinh học tiến hóa, vật lý, luật và triết học.

## Lịch sử
Lễ hội Copernicus đầu tiên diễn ra ngày 6 tháng 5 năm 2014 với chủ đề "Cuộc cách mạng". Trong lần tổ chức này, lễ hội đã diễn ra trong vòng 6 ngày tại Văn phòng Lễ hội Krakow với các danh mục được giới thiệu bao gồm khoa học, nghệ thuật và nhân văn. Các nhà tổ chức đã đặt ra mục đích của lễ hội là tạo ra một không gian ở Krakow, nơi mà khoa học và tâm linh, vật lý và nghệ thuật, vũ trụ học và xã hội học, khoa học tự nhiên và xã hội nhân văn được hiểu một cách rộng rãi. Thành công rực rỡ trong lễ hội đầu tiên đã khuyến khích ban tổ chức tiếp tục tổ chức cho các năm tiếp theo. Ban tổ chức đã ghi nhận số lượng người tham gia qua các năm tăng lên đáng kể. Chủ đề cũng được thay đổi theo các năm khác nhau, cụ thể: năm 2015 với chủ đề "Thiên tài", năm 2016 có chủ đề "Làm đẹp", năm 2017 có chủ đề " Cảm xúc", năm 2018 có chủ đề "Sự trùng hợp", năm 2019 với chủ đề "Ngôn ngữ". Năm 2020, do ảnh hưởng của dịch bệnh Covid-19 nên lễ hội đã chuyển sang hình thức tổ chức trực tuyến với chủ đề "Thời gian".
Trong các lần tổ chức, ban tổ chức đã mời các vị khách rất đặc biệt, họ là các nhà khoa học nổi tiếng, đã giành được rất nhiều các giải thưởng khác nhau.